# پروسیکلیدین
پروسیکلیدین (انگلیسی: Procyclidine) نوعی داروی آنتی کولینرژیک است که عموماً برای درمان پارکینسونیسم ناشی از دارو, آکانتیزی, دیستونی حاد و بیماری پارکینسون به کار می‌رود.